# Britta Teckentrup
Britta Teckentrup (* 1969 in Hamburg) ist eine deutsche Künstlerin, Autorin und Illustratorin.

## Leben
Sie wuchs in Wuppertal auf und zog 1988 nach London, wo sie Kunst und Illustration am St Martin’s College und dem Royal College of Art studierte. Nach siebzehn Jahren in England zog sie zurück nach Deutschland. Seither lebt und arbeitet sie als freischaffende Künstlerin in Berlin. Sie hat über 100 Bilderbücher veröffentlicht, die in mehr als 20 Ländern erschienen sind.

## In Deutschland verlegte Werke (Auswahl)
- In der Stadt ist was los! Jacoby & Stuart, Berlin 2011. ISBN 978-3-941787-32-2.
- Auf dem Bauernhof ist was los! Jacoby & Stuart, Berlin 2011. ISBN 978-3-941787-52-0.
- Am Hafen ist was los! Jacoby & Stuart, Berlin 2012. ISBN 978-3-941787-66-7.
- Auf der Baustelle ist was los!. Jacoby & Stuart, Berlin 2012. ISBN 978-3-941787-73-5.
- Lauf nach Haus, kleine Maus. Jacoby & Stuart, Berlin 2012. ISBN 978-3-941787-89-6.
- Ab ins Bett, kleiner Bär. Jacoby & Stuart, Berlin 2013. ISBN 978-3-941087-18-7.
- mit Corina Fletcher: Spielbuch Bauernhof Jacoby & Stuart, Berlin 2013. ISBN 978-3-941787-21-6.
- Der Baum der Erinnerung. ArsEdition, München 2013. ISBN 978-3-8458-0184-1.
- Manche sind anders. Prestel, München 2014. ISBN 978-3-7913-7179-5.
- Alle Wetter. Jacoby & Stuart, Berlin 2015. ISBN 978-3-942787-52-9.
- Nachts, wenn alles schläft…. Prestel, München 2016, ISBN 978-3-7913-7245-7.
- Worauf wartest Du? Das Buch der Fragen. Jacoby  & Stuart, Berlin 2016, ISBN 978-3-946593-09-6.
- Das Ei.  Prestel, München 2017, ISBN 978-3-7913-7286-0.
- Die Tür. Jacoby & Stuart, Berlin 2018, ISBN 978-3-946593-67-6.
- Die Feder. Prestel, München 2018, ISBN 978-3-7913-7333-1.
- Die Schule.  Jacoby & Stuart, Berlin 2018, ISBN 978-3-96428-000-8.
- Der Maulwurf und die Sterne. arsEdition, München 2019. ISBN 978-3-8458-3066-7.
- Der blaue Vogel, eine Geschichte über Traurigkeit und Hoffnung . arsEdition, München 2020. ISBN 978-3-8458-3753-6.
- Wütend. Prestel, München 2021, ISBN 978-3-7913-7493-2.[1]
- Von Raben und Krähen. Jacoby & Stuart, Berlin 2021, ISBN 978-3-96428-089-3.

## Einzelnachweis
1. ↑  Süddeutsche Zeitung: Wüten und Wirbeln im Bilderbuch. Abgerufen am 11. Februar 2022.

| Personendaten    | Personendaten          |
| ---------------- | ---------------------- |
| NAME             | Teckentrup, Britta     |
| KURZBESCHREIBUNG | deutsche Illustratorin |
| GEBURTSDATUM     | 1969                   |
| GEBURTSORT       | Hamburg                |